# Sabin Tournal

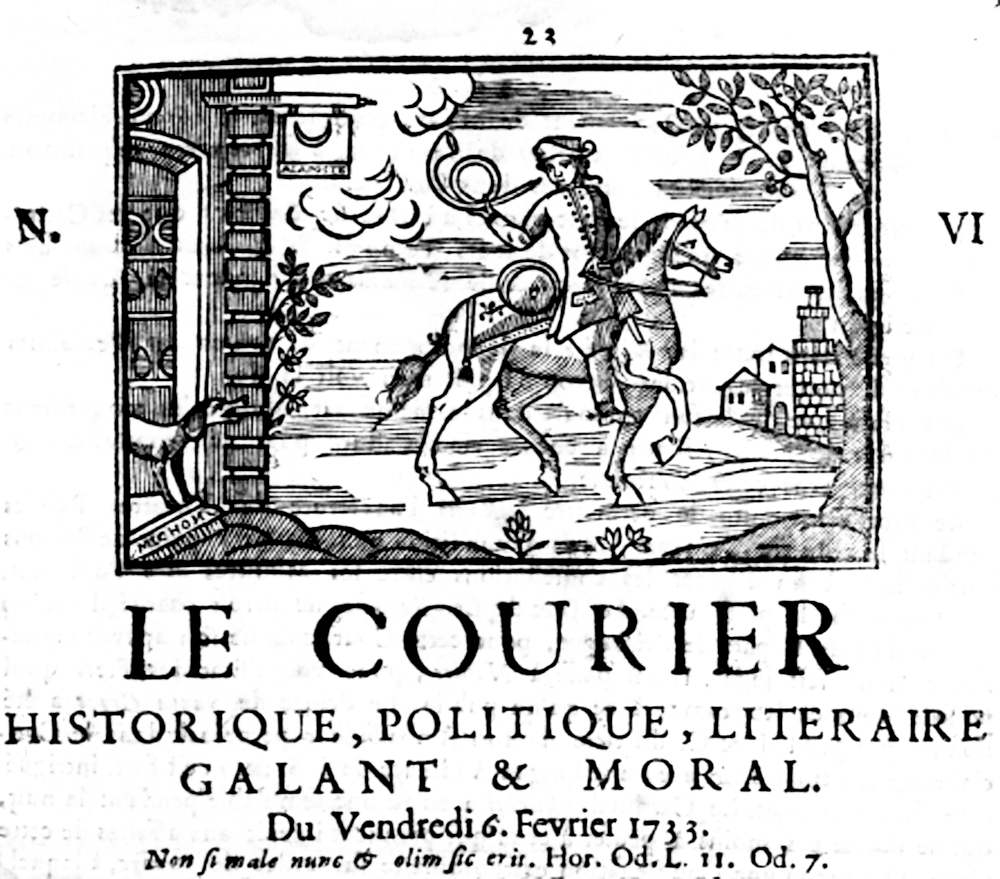
Le Courrier d'Avignon en 1733

Sabin Tournal, né le 18 décembre 1754 à Grenoble (province du Dauphiné, actuel département de l'Isère), mort le 29 vendémiaire an IV (le 21 octobre 1795) à Entraigues-sur-la-Sorgue (Vaucluse), est un journaliste et un imprimeur de la Révolution française. Il est rédacteur au Courrier d'Avignon et éditeur du Souper de Beaucaire, pamphlet rédigé par le capitaine d'artillerie Napoléon Bonaparte en déplacement à Avignon. 

## Biographie

### Postier et journaliste
Son père Jean Tournal est receveur des domaines du roi. 
Commis des Postes, Sabin Tournal rejoint Avignon. C'était lui qui veillait à l'expédition du Courrier d'Avignon, édité depuis 1775 par Joachim Leblanc. Le titre étant revenu à sa veuve en 1782, il réussit, deux ans après, à se faire engager comme rédacteur politique. Profitant de la situation révolutionnaire, dès 1790, il s'imposa comme directeur du journal. 

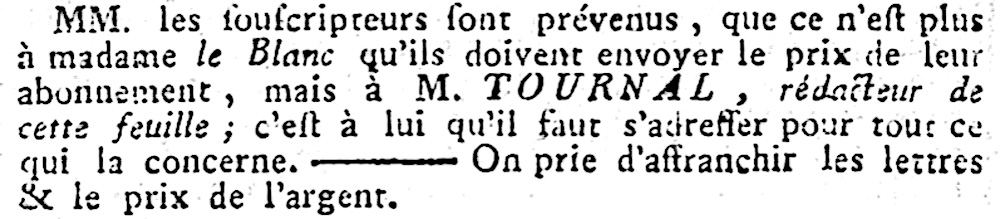
Entrefilet confirmant la mainmise sur le Courrier d'Avignon par Sabin Tournal

Le rapport de force ayant provisoirement changé, en mai 1791, la fille de Leblanc se fit restituer le titre et, en tant que directrice des postes d'Avignon, elle bloqua les éditions de Tournal pour expédier ses numéros à la place.    
Mais il s'était fait remarquer par ses articles soutenant la réunion d'Avignon et du Comtat Venaissin à la France. À tel point que la municipalité retira à Béproud, la direction du journal pour la confier à Tournal, en juillet 1791. Il engagea alors pour l'aider Agricol Moureau, prêtre défroqué venu de Beaucaire.

### Massacre de la Glacière

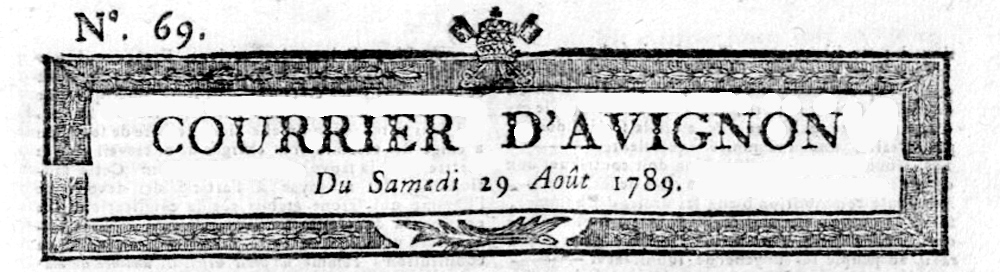
En-tête du Courrier d'Avignon au cours de la Révolution française

Devenu capitaine de la Garde Nationale où il fut sous les ordres du colonel Duprat aîné. À ses côtés, il devint l'un des plus actifs lors du coup d'État municipal d'août 1791. Ce qui lui vaut de se voir remettre avec Nicolas Lescuyer, Agricol Minvielle et Gabriel Minvielle, les rênes du pouvoir municipal. 
Après l'assassinat de Lescuyer, le 16 août 1791, le massacre des suspects enfermés dans le Palais des Papes, commença avec l'accord de Jourdan et l'aval de Duprat, Minvielle et Tournal, qui quittèrent les lieux pour aller souper dans une auberge des environs. 
Il resta à la tête du Courrier d'Avignon jusqu'au 10 novembre 1791. Son inculpation pour le massacre de la Glacière, interrompit son activité journalistique.
Comme ses autres collègues, il bénéficia de l'amnistie du 26 mars 1792. Au mois de septembre de cette même année, il fut nommé directeur des Postes tout en continuant à rédiger le Courrier d'Avignon jusqu'en juillet 1793, lors de l'occupation d'Avignon par les Marseillais.

### Recherché sous la Terreur

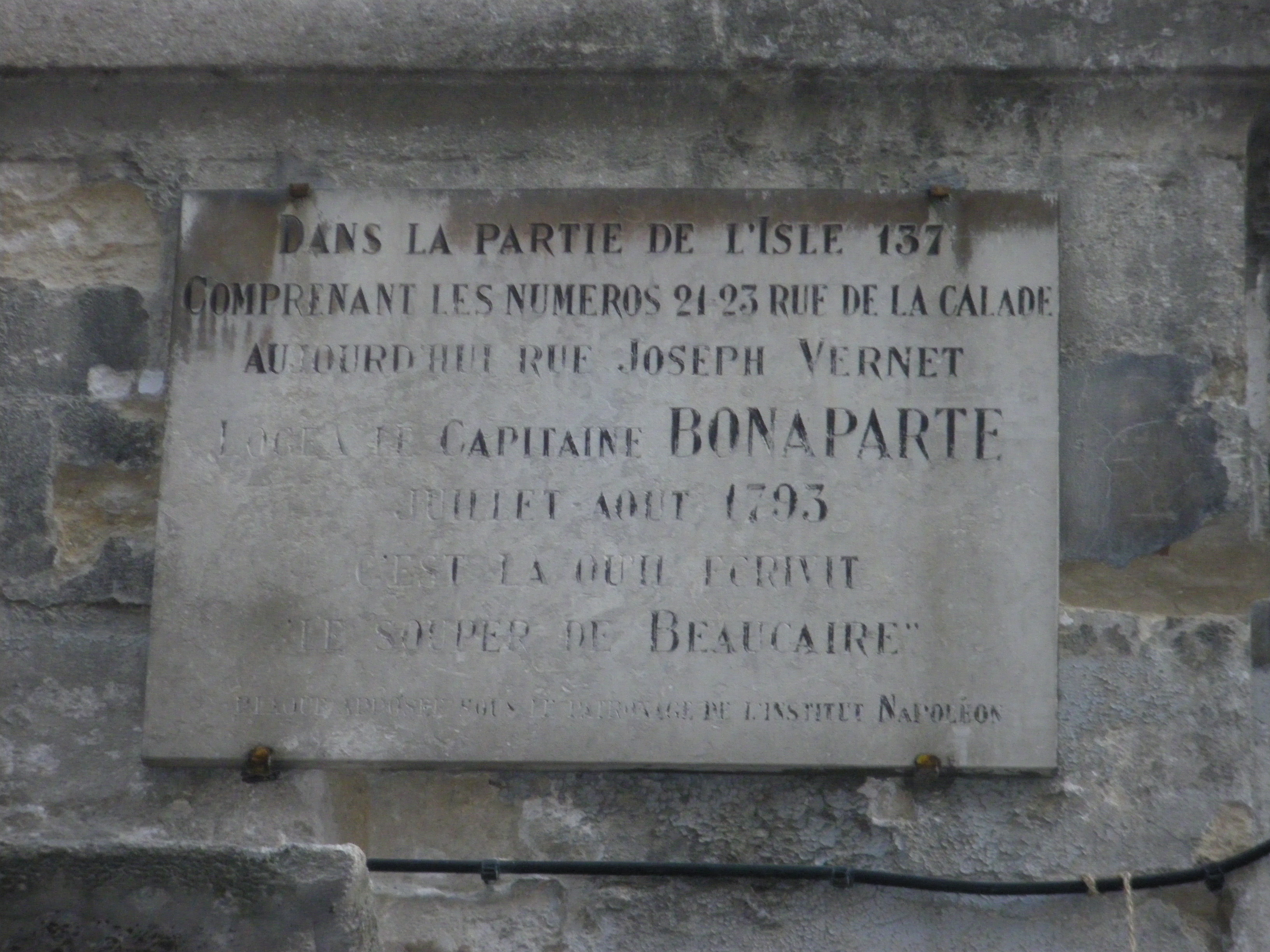
Plaque sur la maison où Bonaparte rédigea Le Souper de Beaucaire

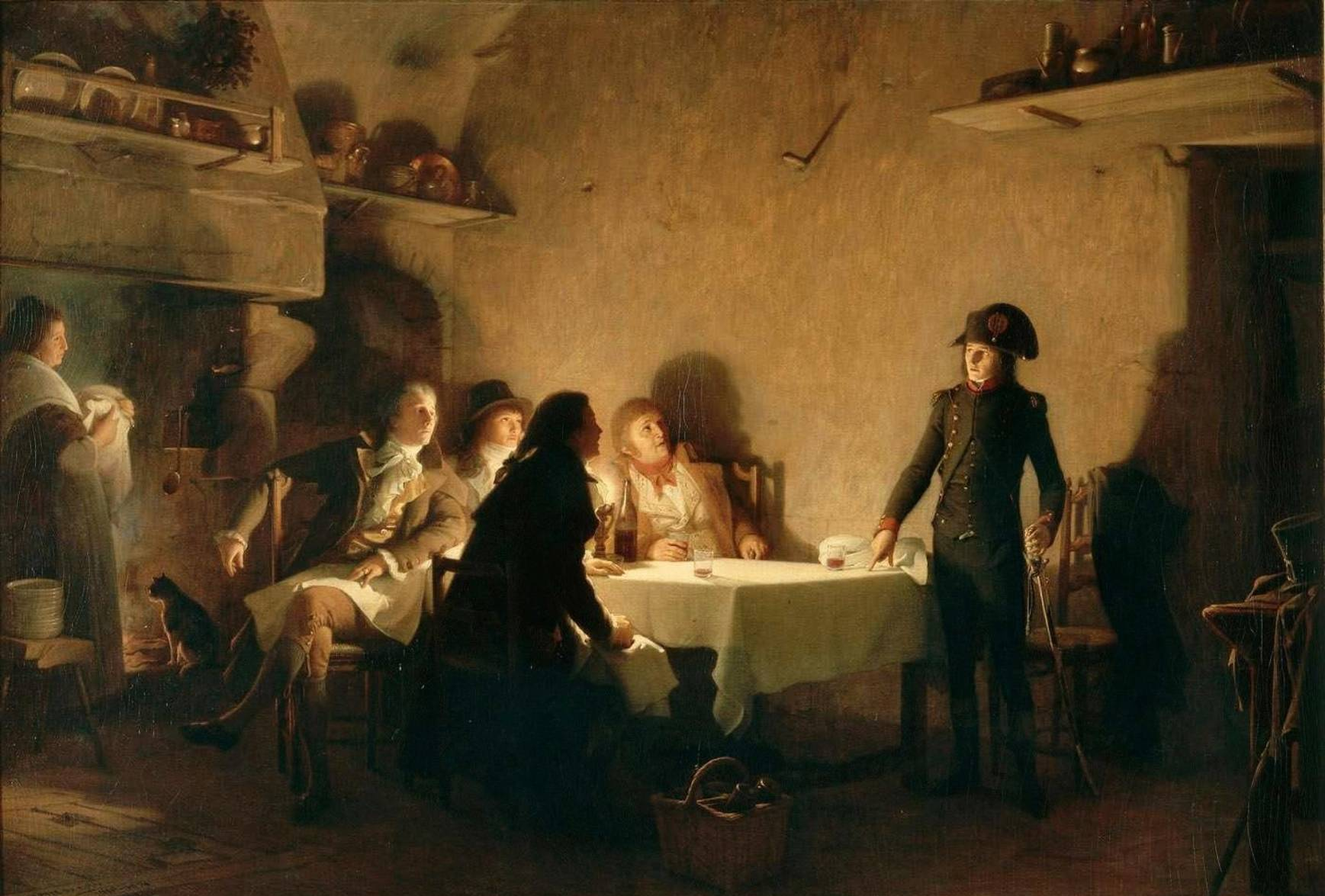
Le Souper de Beaucaire, par Jean-Jules-Antoine Lecomte du Nouÿ

Recherché durant la Terreur, il dut se cacher puis quitter Avignon. Mais ayant voulu rejoindre son domicile, il se fit capturer alors qu'il s'était camouflé sous un escalier le 24 juillet 1793. Rapidement libéré, il fut contacté par le capitaine Bonaparte. Celui-ci, à l'issue de son passage à Beaucaire le 29 juillet 1793, cherchait un éditeur pour un manuscrit qu'il venait de rédiger en deux nuits, dans son appartement avignonnais, la Maison Bouchet, dans l'actuelle rue Joseph Vernet.  
Après avoir édité Le Souper de Beaucaire, Tournal se retire à Entraigues-sur-la-Sorgue où il meurt au début de l'an IV (octobre 1795). 